# 산다운주

산다운 주의 깃발

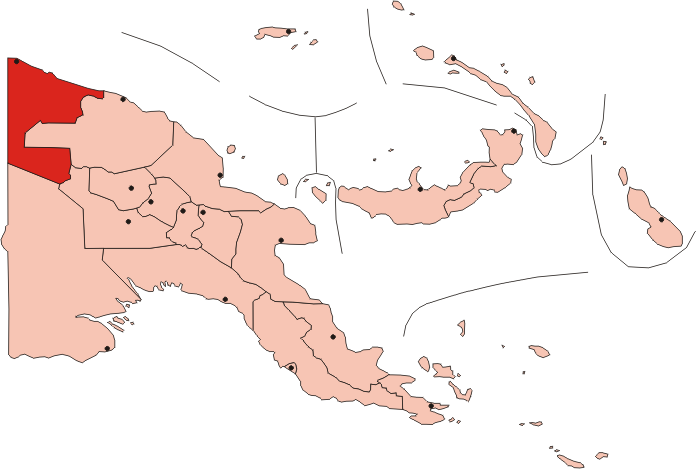
산다운 주

산다운주(Sandaun)는 파푸아뉴기니 최북서단에 위치한 주로 주도는 바니모이며 면적은 36,300km2, 인구는 185,741명(2000년 기준)이다. 과거 서세픽 주(West Sepik)로 알려진 주이다.